# Односи Србије и Либана
Односи Србије и Либана су односи Републике Србије и Либанске Републике.

## Билатерални односи
Дипломатски односи Србије и Либана су успостављени 1946, након Другог светског рата и пошто се Либан изборио за своју независност. Србија има амбасаду у Бејруту, а Либан има амбасаду у Београду.
Билатерална сарадња Србије и Либана на политичком нивоу је слабо развијена већ дужи низ година, иако две земље немају отворених проблема. Тим пре што Србија у погледу Блискоисточне кризе, као кључног питања за Либан, има принципијелан став подршке изналажењу мирног и трајног решења, уз право Палестинаца на независну државу.
Либан је чланица покрета Несврстаних, организације у којој је бивша Југославија била доста утицајна.
Либан није признао независност Косова.
Либан је гласао против пријема Косова у УНЕСКО 2015.

### Економски односи
- У 2020. години извоз Србије је износио 22,54 милиона долара, а увоз 247.000 УСД.
- У 2019. години извоз је износио 15 милиона долара, а увоз 370.000 УСД.
- У 2018. години извоз Србије је износио 7,55 милиона УСД, а увоз из Либана 541.000 долара.[2][3]

### Дипломатски представници

#### У Београду
- Нада Ал Акл, амбасадор, 2018—[4]
- Туфик Жабер, амбасадор, 2013—2017.
- Ехаде Моалем, амбасадор, 2005—
- Жилбер Аун, амбасадор, 2003—
- Хасан Хашаш, амбасадор
- Јахја Махмасани, амбасадор
- Мухамед Малек, амбасадор
- Исам Бејум, амбасадор
- Мунир Тачи ал-Дин, амбасадор, 1967—1971.
- Мухамед Али Хамадех, амбасадор

#### У Бејруту
- Милан Тројановић,[5] амбасадор, 2024—
- Емир Елфић, амбасадор, 2016. - 2022.
- Богдан Исоски, амбасадор, 1990. -
- Станимир Лазаревић, амбасадор, 1985. - 1989.
- Драгослав Пејић, амбасадор, 1983. - 1985.
- Радмило Тројановић, амбасадор, 1979. - 1983.
- Нусрет Сеферовић, амбасадор, 1975. - 1979.
- Милић Бугарчић, амбасадор, 1971. - 1975.
- Чедомил Цврље, амбасадор, 1968. - 1971.
- Петар Здравковски, амбасадор, 1965. - 1967.
- Радомир Радовић, амбасадор, 1962. - 1965.
- Владо Малески, посланик а затим и амбасадор, 1958. - 1962.
- Милош Лаловић, посланик, 1958.
- Михаило Јаворски, посланик, 1951. - 1957.

## Поређење
|                     | Либан                                        | Србија                                                                                               |
| ------------------- | -------------------------------------------- | --- |
| Становништво        | 4.017.095                                    | 7.498.001 (без КиМ)                                                                                  |
| Површина            | 10.400 km²                                   | 88.361 km²                                                                                           |
| Густина насељености | 386,26 /km²                                  | 96,78/km² (без КиМ)                                                                                  |
| Престоница          | Бејрут                                       | Београд                                                                                              |
| Највећи град        | Бејрут - 1.250.000 (2.600.000 шире подручје) | Београд - 1.182.000 (1.630.000 шире подручје)                                                        |
| Облик владавине     | Председничка република                       | Парламентарна република                                                                              |
| Званични језик      | Арапски (службени), француски                | Српски                                                                                               |
| Вероисповест        | 59,7% Ислам, 39% хришћанство, 1,3%остали     | 84,1% Православље, 6,24% Католицизам, 4,82% Ислам, 1,44% Протестантизам, 3,4% атеисти                |
| Етничка структура   | 95% Арапи, 4% Јермени и 1% остали            | 82,86% Срби, 3,91% Мађари, 1,82% Бошњаци, 1,44% Роми, 1,08% Југословени, 0,89% Словаци, 9,79% остали |
| ГДП (по становнику) | 11.100 $ (2008)                              | 10.900 $ (2008)                                                                                      |